# Popowia germainii
Popowia germainii Boutique – gatunek rośliny z rodziny flaszowcowatych (Annonaceae Juss.). Występuje naturalnie w Ugandzie. 

## Morfologia
PokrójZimozielone i zdrewniałe liany dorastające do 12 m wysokości. Młode pędy są owłosione.
LiścieMają podłużny kształt. Mierzą 4–14,5 cm długości oraz 2–4,5 cm szerokości.Nasada liścia jest od sercowatej do zaokrąglonej. Blaszka liściowa jest o ostrym lub spiczastym wierzchołku. Ogonek liściowy jest nagi i dorasta do 3–7 mm długości.
KwiatySą pojedyncze, rozwijają się w kątach pędów. Działki kielicha mają trójkątny kształt, są zrośnięte, owłosione od zewnętrznej strony, dorastają do 3–4 mm długości. Płatki mają trójkątny lub eliptyczny kształt i żółtawą barwę, są owłosione, osiągają do 6 mm długości. Kwiaty mają 25 pręcików i 15–17 owłosionych owocolistków o podłużnym kształcie i długości 1–2 mm.
OwocePojedyncze mają podłużny kształt, zebrane w owoc zbiorowy. Są osadzone na szypułkach.